# Supernova (album Desdemony)
Supernova (zapis stylizowany: _s.u.p.e.r.N.O.V.A.) – drugi album studyjny polskiej grupy muzycznej Desdemona. Wydawnictwo ukazało się 27 stycznia 2003 roku nakładem wytwórni muzycznej Metal Mind Productions. Nagrania zostały zarejestrowane w częstochowskim Studio 333. Wszystkie kompozycje nagrał, zmiskował i zmasterował Bartłomiej Kuźniak. W ramach promocji do utworu „XI IX” został zrealizowany teledysk, który wyreżyserował Łukasz Jankowski.

## Lista utworów
Opracowano na podstawie materiału źródłowego.
1. „Orbital” – 00:32
2. „XI IX” – 05:40
3. „Tomorrow Will Turn Into The Past” – 03:17
4. „To The Past Shadows” – 03:33
5. „Crucified: Act I” – 04:04
6. „XII: Salem” – 03:13
7. „Void” – 06:49
8. „The Was Between Us” – 04:32
9. „Mantra” – 04:16
10. „_s.u.p.e.r.N.O.V.A.” – 01:30
11. „Mimosa” – 04:06
12. „Astral Drift” – 02:41
13. „Insomnia” – 06:57
14. „Depression” – 02:06